# Route nationale 5 (France métropolitaine)
Pour les articles homonymes, voir N5 et Route nationale 5.
La route nationale 5, ou RN 5, est une route nationale française qui reliait Paris à la frontière entre la France et la Suisse vers Genève dans l'Ain, puis en Haute-Savoie de la frontière vers Genève à frontière suisse à Saint-Gingolph. À la suite de la vague de renumérotation des années 1970 elle ne reliait plus Paris mais Dijon, et depuis le transferts des routes nationales aux départements de 2006, elle a été déclassée entre Dijon et Poligny et entre Les Rousses et Saint-Gingolph.
Voir le tracé de la RN5 sur Google Maps

## Historique
De toutes les grandes routes nationales, la RN 5 est l'une de celles (avec la RN 16) qui a été le plus réduit avec la vague de renumérotation des années 1970. En effet jusqu'à 1978, celle-ci reliait Paris à Genève. Elle comportait aussi un itinéraire bis, la RN 5bis (aujourd'hui RN 105, renumérotée RD 605 depuis 2007) entre Melun et Montereau afin d'éviter la traversée de Moret-sur-Loing aux poids lourds. La vague de déclassements de 2006 a encore réduit la longueur de cette route, qui mesure à présent quelques dizaines de kilomètres dans le Jura.
La section entre Sens et Dijon n'a jamais été vraiment appréciée des usagers, en raison de la traversée de nombreux villages : ceux-ci préféraient pour rejoindre Dijon emprunter la RN 6 régulièrement à 3 voies jusqu'à Avallon, puis la RN 70. L'arrivée de l'A6 et surtout de l'A38 marquèrent le coup de grâce pour le tronçon central qui fut finalement déclassé en D 905 en 1978. Par souci de cohésion, la section Paris - Sens fut renommée en RN 6, mais pour de nombreux habitants des régions de Melun ou Fontainebleau par exemple, il n'est pas rare de faire encore l'amalgame entre la 5 et la 6.
De nos jours, seul subsiste le tronçon allant de Poligny aux Rousses, maintenu dans le réseau national après les déclassements de 2006 pour conserver une liaison directe Dijon-Genève, non assurée entièrement par autoroute.
Depuis le 1er juin 2020, Dijon Métropole récupère la gestion des routes départementales présentes sur son territoire, la RD 905 étant renommée M 905 sur ce périmètre.

## Sécurité routière
Dans le Jura, sur la période 2006/2015, avec 19 tués pour 65 kilomètres, soit une accidentalité de 0,29 tués par kilomètre, la RN 5 est la troisième route la plus accidentogène du Jura par kilomètre parcouru.

## Parcours
L'originalité de cette route était d'être coupée par le canton de Genève en Suisse, avant de terminer son parcours à Saint-Gingolph à la frontière franco-suisse avec le canton du Valais.

### De Paris à Sens

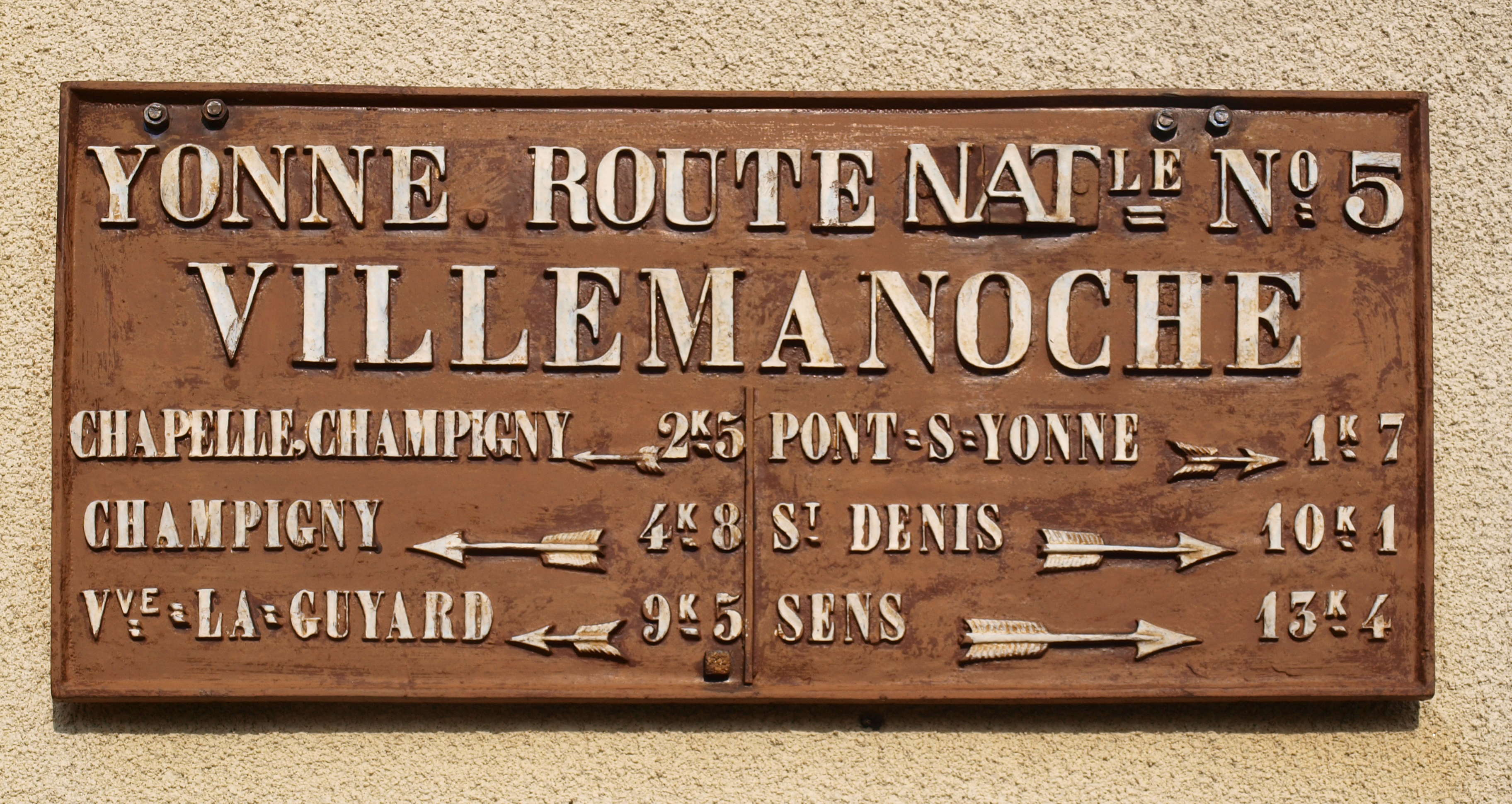
Plaque cochère située à Villemanoche.

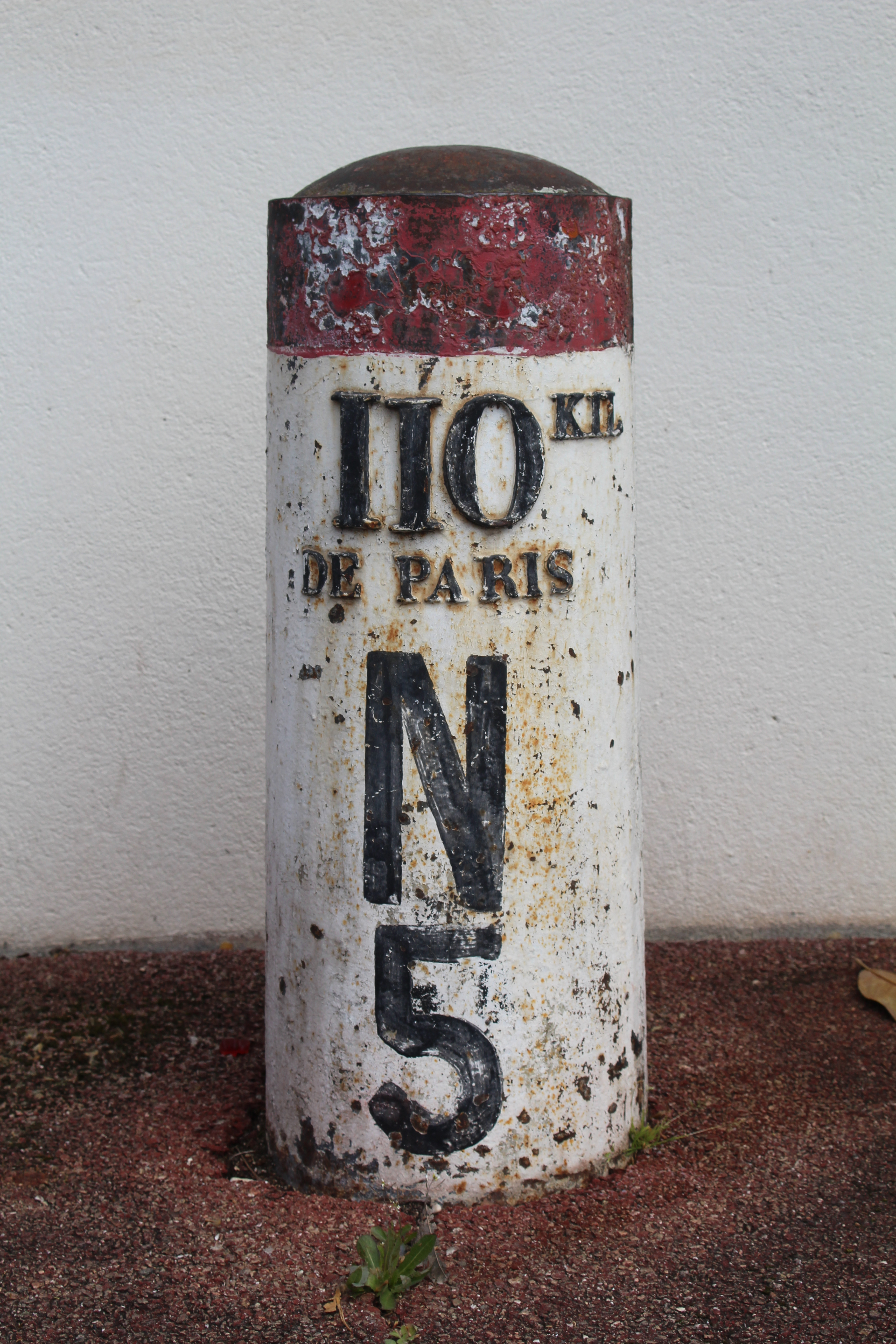
Borne située à Sens.

Ce tronçon repris par la RN 6 a été partiellement déclassé en route départementale en 2006.
Les communes traversées sont :
- Paris
- Charenton-le-Pont
- Maisons-Alfort
- Valenton
- Villeneuve-Saint-Georges
- Montgeron
- Lieusaint
- Melun
- Fontainebleau
- Veneux-les-Sablons
- Moret-sur-Loing
- Montereau-Fault-Yonne
- Villeneuve-la-Guyard
- Champigny
- Villemanoche (km 96)
- Pont-sur-Yonne
- Sens (km 110)

### De Sens à Dijon (RD 905)

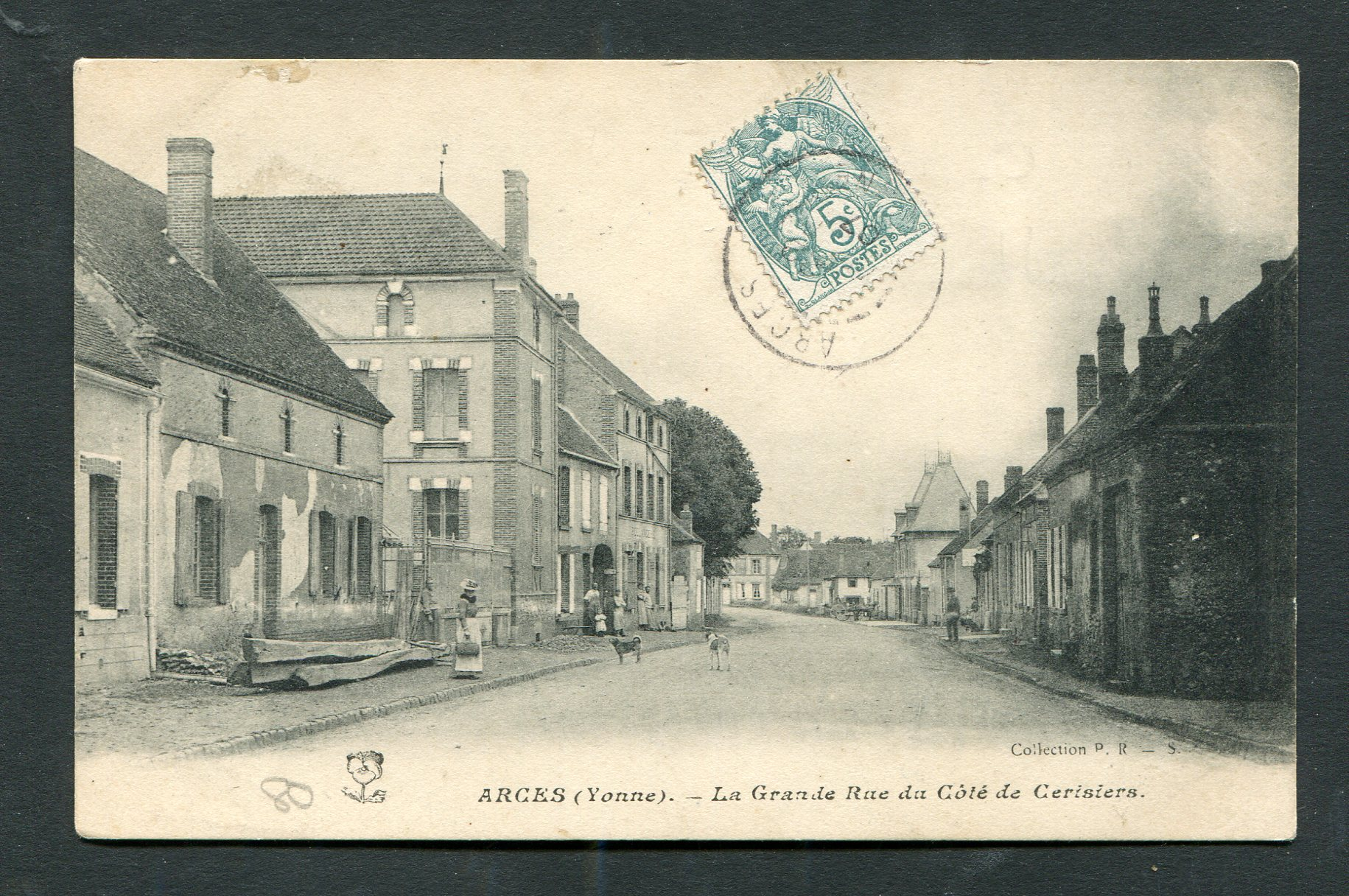
Traversée d’Arces.

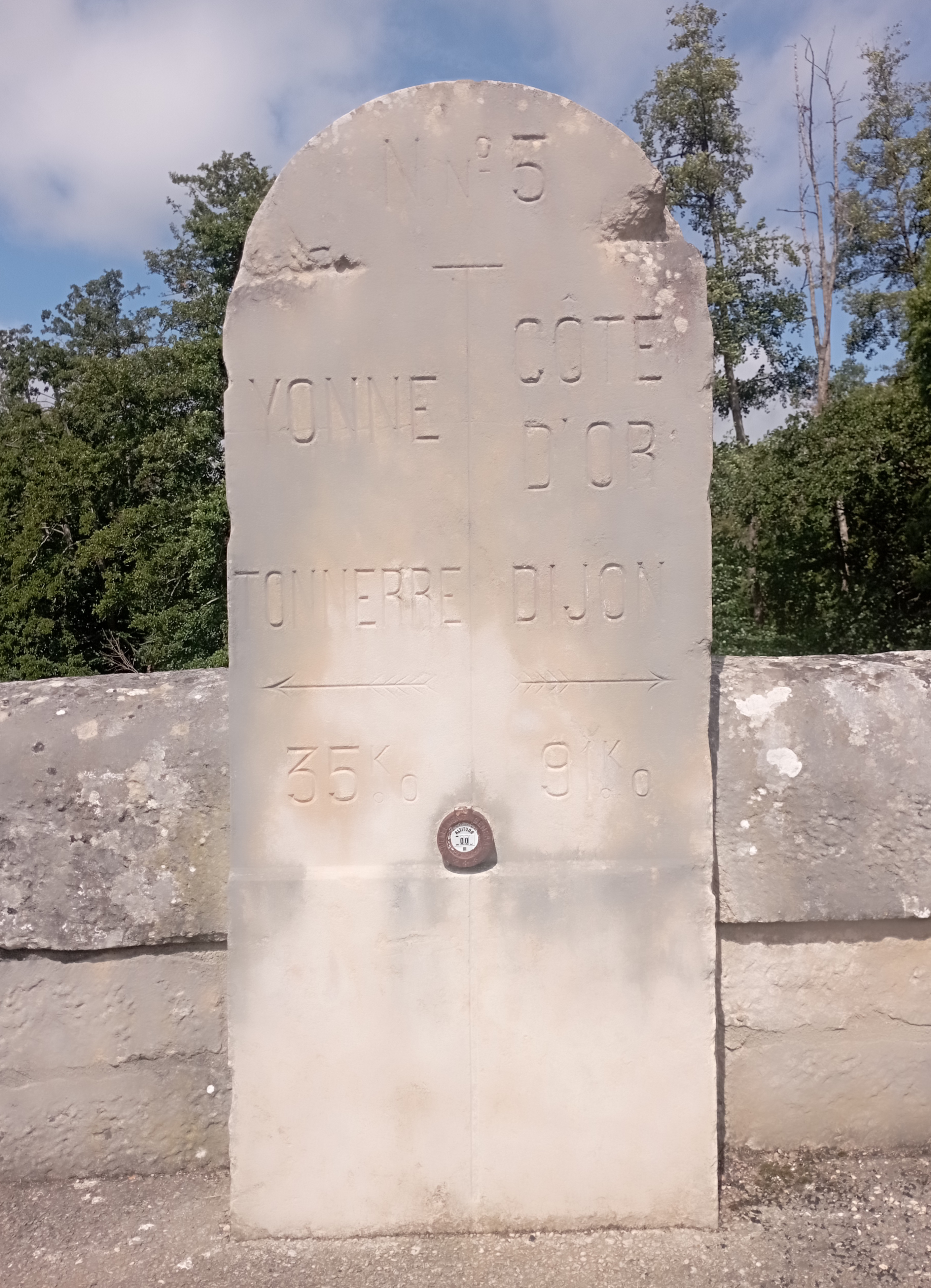
Borne kilométrique de l'ancienne RN 5 sise sur le pont au-dessus de la rivière Armançon entre les communes d'Aisy-sur-Armançon (département de l'Yonne) et Rougemont (département de la Côte-d'Or).

Les communes traversées sont :
- Malay-le-Petit
- Theil-sur-Vanne
- Vaumort
- Cerisiers
- Arces-Dilo
- Champlost
- Saint-Florentin (km 157)
- Germigny
- Flogny-la-Chapelle
- Tronchoy
- Cheney
- Dannemoine
- Tonnerre (km 183)
- Lézinnes
- Ancy-le-Franc (km 202)
- Fulvy
- Nuits
- Rougemont
- Buffon
- Montbard (km 229)
- Marmagne
- Fain-lès-Montbard
- Seigny
- Venarey-les-Laumes
- Posanges
- Vitteaux (km 261)
- Grosbois-en-Montagne
- Réservoir de Grosbois
- Aubigny-lès-Sombernon
- Sombernon
- Velars-sur-Ouche

### Métropole du Grand Dijon (M 905)
Les communes traversées sont :
- Plombières-lès-Dijon M 905
- Talant
- Dijon (km 309)
- Neuilly-lès-Dijon
- Crimolois

### De Dijon à Dole (RD 905)
Les communes traversées sont :
- Genlis D 905 (km 327)
- Longeault
- Soirans
- Auxonne (km 341)
- Sampans
- Dole (km 356)

### De Dole à Genève (partiellement déclassé)
Les communes traversées sont :
- Parcey D 905
- Nevy-lès-Dole
- Souvans
- Bans
- Mont-sous-Vaudrey
- Aumont
- Montholier
- Tourmont
- Poligny N 5 (km 396)
- Vaux-sur-Poligny
- Montrond
- Champagnole (km 418)
- Saint-Laurent-en-Grandvaux (km 440)
- Morbier
- Morez (km 451)
- Les Rousses (km 459)
- La Cure D 1005
- Gex (km 488)
- Cessy (km 491)
- Segny (km 493)
- Ornex
- Ferney-Voltaire (km 499)
- Le Grand-Saconnex, GE,  Suisse (km 506) : rejoint l'autoroute suisse  à Genève

### De Genève à Saint-Gingolph (RD 1005)
Les communes traversées sont :
- Veigy-Foncenex
- Douvaine (km 524)
- Massongy
- Sciez
- Thonon-les-Bains (km 540)
- Amphion-les-Bains
- Évian-les-Bains (km 550)
- Meillerie (km 560)
- Saint-Gingolph (km 567)
- , Saint-Gingolph, VS,  Suisse